# 영산전

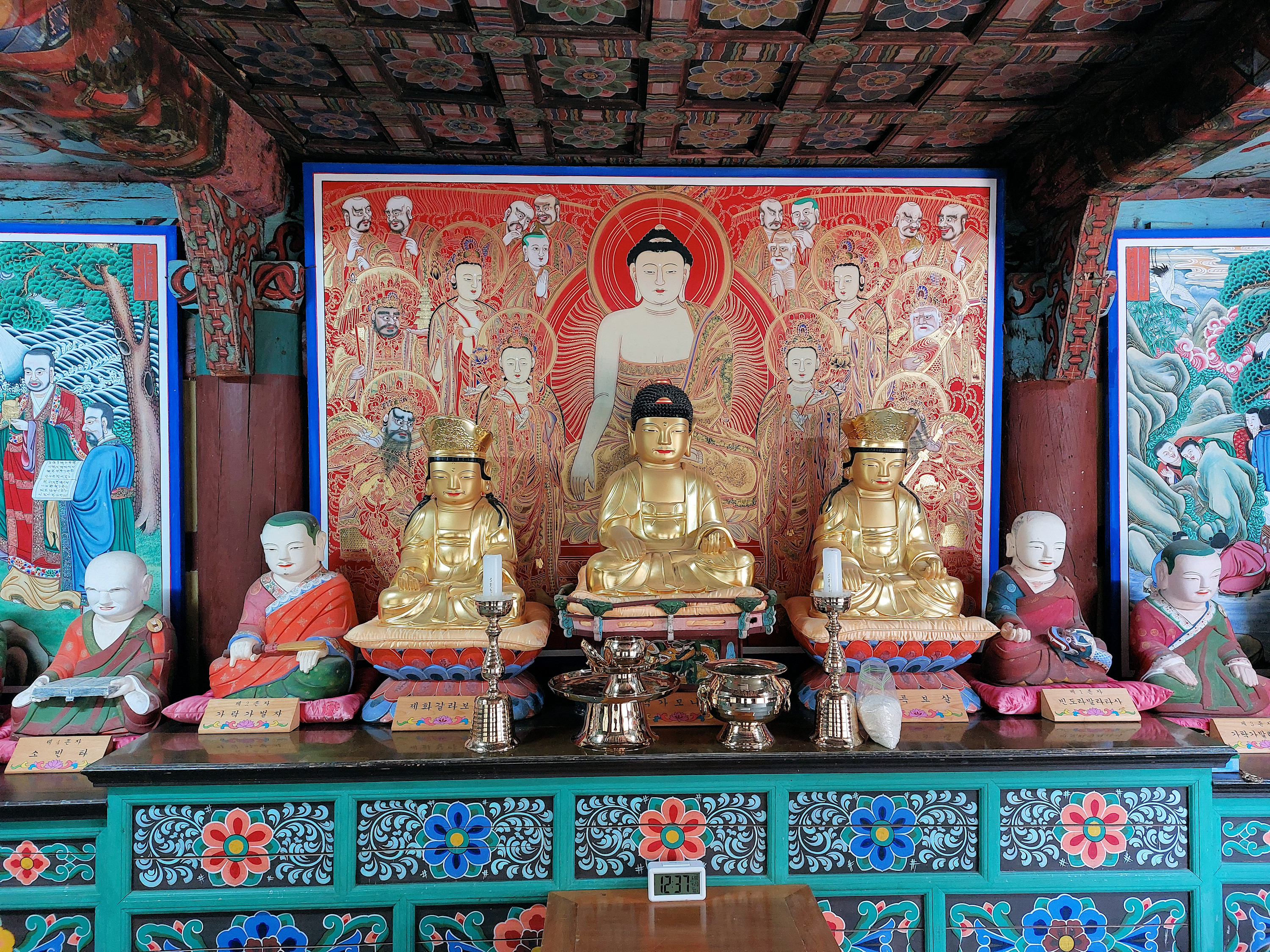
대구광역시 팔공산 동화사 영산전 내부 모습

영산전(靈山殿)은 석가모니가 영축산에서 법화경을 설하는 법회를 하는 장면을 형상화하여 꾸민 불교 사찰의 건축물이다. 내부에 석가모니와 법회를 듣는 대상인 제자인 나한성중이 있다. 보통 영산회상도도 함께 있는 경우가 많다.

## 대한민국

### 국보
- 영천 거조사 영산전 - 국보 제14호

### 보물
- 순천 송광사 영산전 - 보물 제303호
- 공주 마곡사 영산전 - 보물 제800호
- 안성 석남사 영산전 - 보물 제823호
- 양산 통도사 영산전 - 보물 제1826호

### 시도 유형문화재
- 남양주 흥국사 영산전 - 경기도 유형문화재 제289호

### 시도 문화재자료
- 고성 운흥사 영산전 - 경상남도 문화재자료 제147호

## 조선민주주의인민공화국
- 보현사 영산전 - 국보 제141호

## 같이 보기
- 제목에 "영산전" 항목을 포함한 모든 문서
- 영산회상도

| Disambiguation icon | 이 문서는 명칭이 같고 같은 종류에 속하는 여러 대상을 연결하는 색인 문서입니다. |

1. ↑  이, 영종 (2019년 6월 12일). “세계문화유산 산사에 있는 유물들 (1) 통도사”. 《제주불교》. 제주불교. 2023년 11월 30일에 확인함. 영산전의 ‘영산(靈山)’은 영축산을 가리키는 것으로, 석가모니 부처님께서 왕사성 근처에 있는 영축산의 석굴에서 기거하며 제자와 대중에게 법화경을 설법하셨다는 이야기를 구현한 공간이다.